# Noorderkerk
Noorderkerk (pol. Kościół północny) – XVII-wieczny protestancki kościół w Amsterdamie. Kościoły o tej nazwie ma również kilka innych miast w Holandii: Haga, Hoorn i Kampen.

## Historia
Kościół zbudowany został w latach 1620-1623 w celu zaspokojenia potrzeb religijnych  szybko wzrastającej populacji dzielnicy Jordaan. Dzielnica miała już wprawdzie jeden kościół – Westerkerk – ale zarząd miasta zdecydował, że należy zbudować kolejny. Noorderkerk stał się kościołem zwykłych ludzi, podczas gdy Westerkerk służył ludziom należącym do klasy średniej i wyższej.
Architektem kościoła był Hendrick de Keyser, który zaprojektował m.in. także Zuiderkerk i Westerkerk. Po jego śmierci w roku 1621 dzieło ukończył jego syn Pieter.
Podczas gdy Zuiderkerk i Westerkerk wykonane zostały według tradycyjnego planu bazyliki, Noorderkerk jest symetryczny, o podstawie w kształcie krzyża, nawiązujący do ideałów Renesansu i protestantyzmu. Unikatowy projekt Keysera łączy ośmiokąt podłoża ze strukturą w kształcie greckiego krzyża, o czterech jednakowo długich ramionach. Przybudówki kościoła zajmują każdy róg krzyża, a mała wieża usytuowana została w środku krzyża. Długie toskańskie kolumny dominują wewnątrz kościoła.
Kościół został odrestaurowany w latach 1993-1998. Małą wieżę odnowiono w latach 2003-2004 a organy w roku 2005. Kościół jest w dalszym ciągu wykorzystywany przez Holenderski Kościół Reformowany, zarówno do celów kultowych jak i do koncertów muzyki poważnej.
Noorderkerk położony jest nad kanałem Prinsengracht, na placu Noordermarkt, gdzie regularnie odbywa się handel uliczny, m.in. ekologiczną żywnością od rolników w soboty. W roku 1941, miało miejsce niedozwolone publiczne zgromadzenie, które zorganizowało strajk lutowy. Był to jedyny strajk w okupowanej przez hitlerowskie Niemcy Europie.
W południowej przybudówce kościoła znajduje się miejski urząd ds. archeologii.

## Galeria

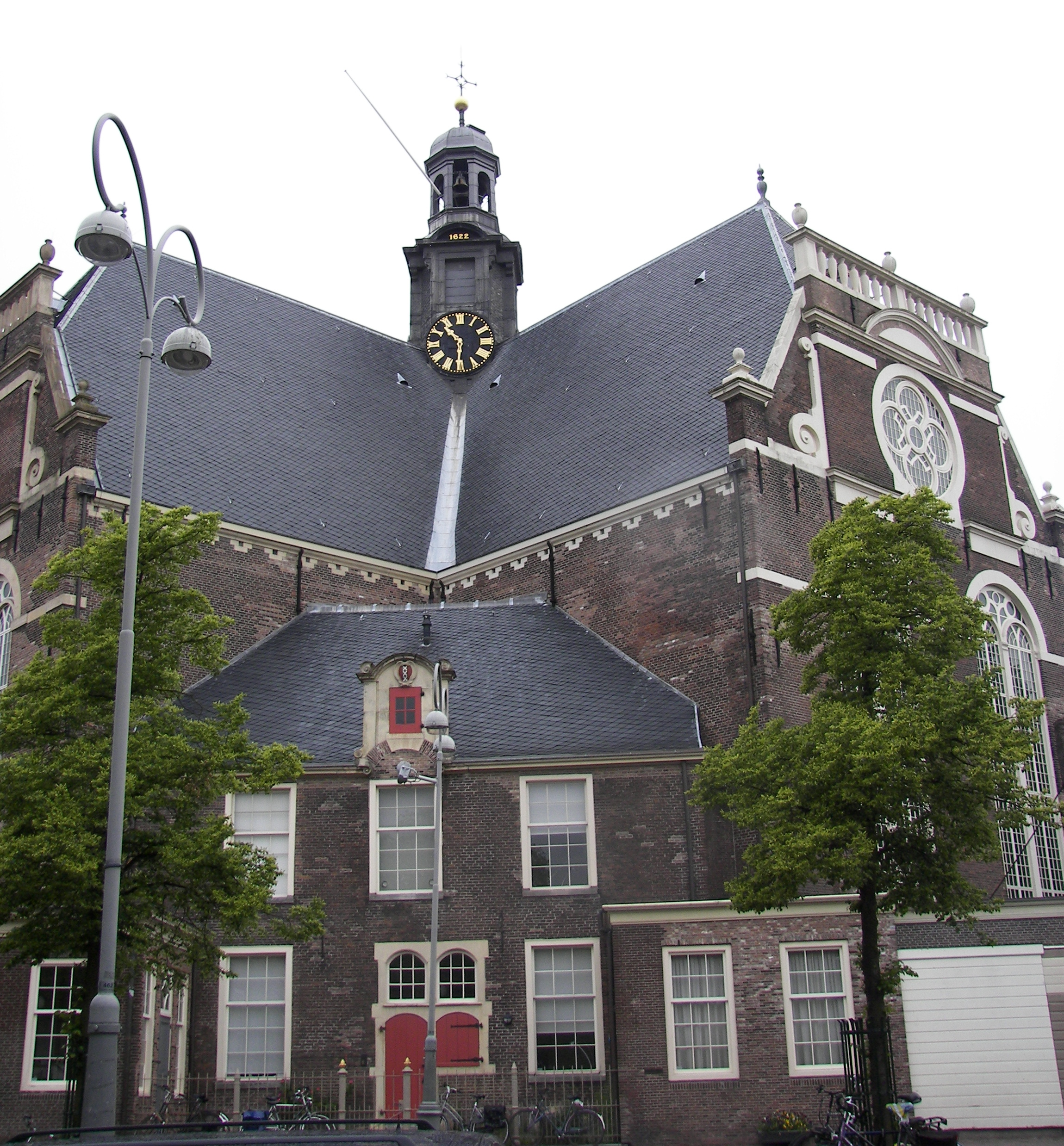
Widok zewnętrzny
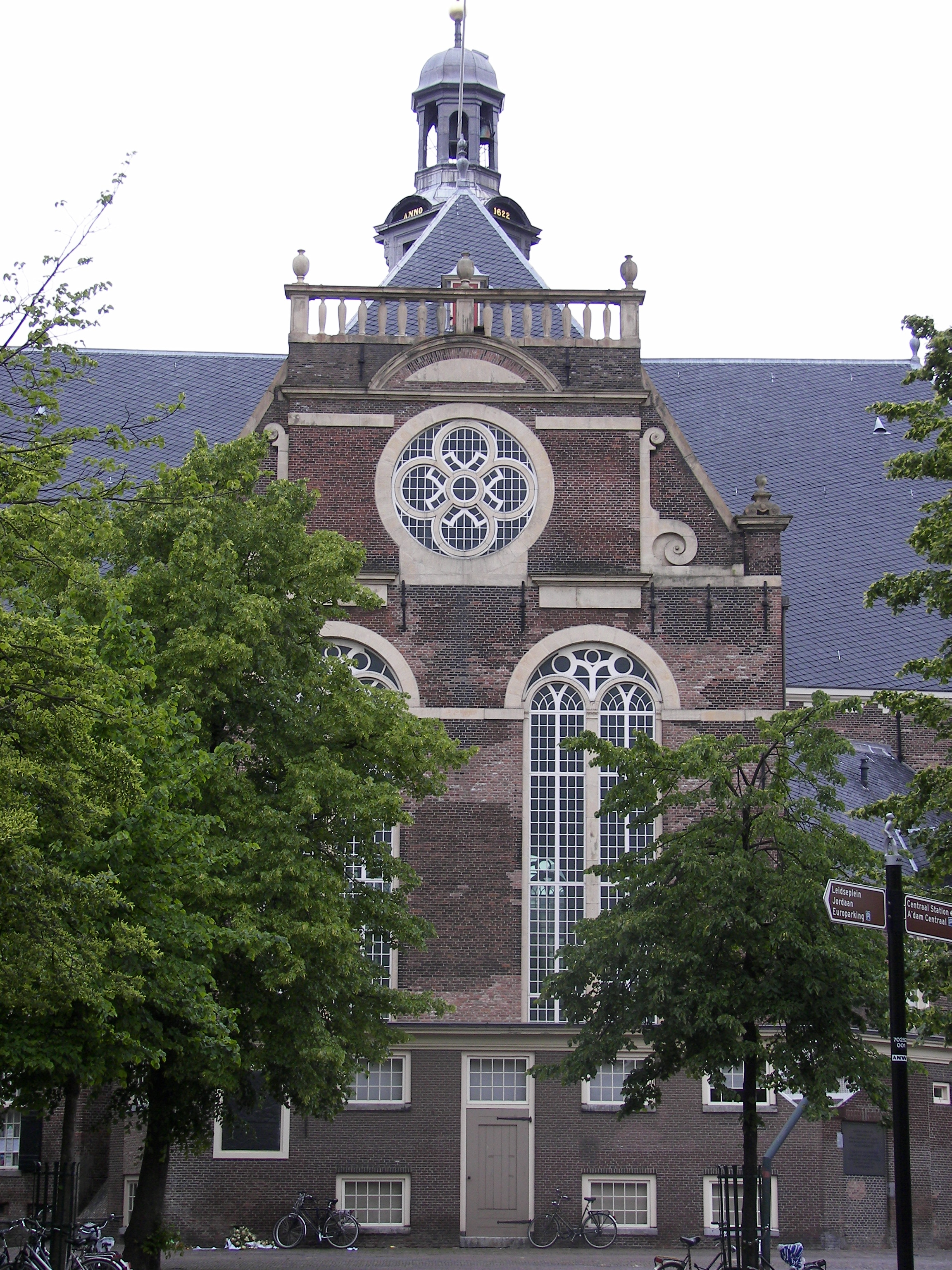
Widok zewnętrzny
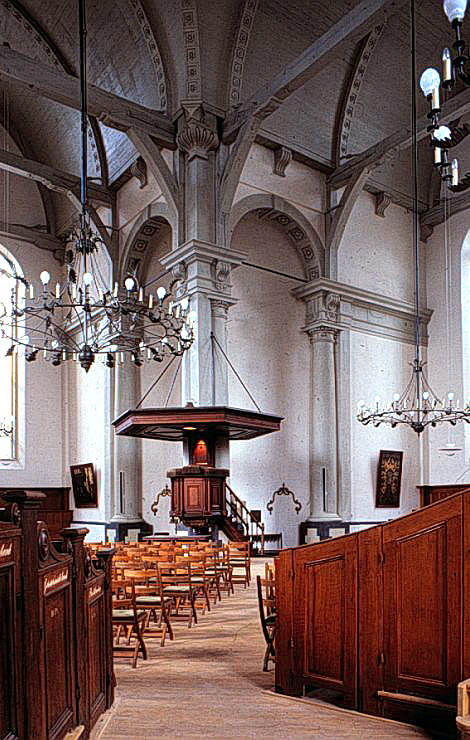
Wnętrze